# Orbitestella patagonica
Orbitestella patagonica is een slakkensoort uit de familie van de Orbitestellidae. De wetenschappelijke naam van de soort is voor het eerst geldig gepubliceerd in 2004 door Simone & Zelaya.